# Udea hilaralis
Udea hilaralis là một loài bướm đêm trong họ Crambidae.